# 南戈壁資源
南戈壁資源有限公司（TSX：SGQ、港交所：1878，前稱：南戈壁能源有限公司）是蒙古的煤炭生產商，在蒙古南戈壁省從事煤炭開採，股份分別在加拿大創業板和香港交易所上市。
2009年，中國投資有限責任公司購入南戈壁能源發行的5億美元可換股債券。2010年1月29日，南戈壁能源在香港交易所第二上市，成功集資集資41.45億港元，並引入中國投資有限責任公司及淡馬錫控股為基礎投資者。

2012年4月2日，中國鋁業以9.253億加元（約71.987億港元）收購南戈壁資源最多60%權益；每股作價約 65.97港元。持有南戈壁57.6%權益的大股東艾芬豪矿业已與其簽署鎖定協定，同意交付其持南戈壁全部股份
在蒙古政府限制外資的壓力下終於告吹。中鋁承認收購取得蒙古監管批准機會微，惟有終止交易。

## 外部連結
- 南戈壁資源有限公司官方網頁*（页面存档备份，存于）
- 南戈壁資源香港上市招股文件 （页面存档备份，存于）